# Paracoccus ilu
Paracoccus ilu är en insektsart som först beskrevs av Williams 1970.  Paracoccus ilu ingår i släktet Paracoccus och familjen ullsköldlöss. Inga underarter finns listade i Catalogue of Life.